# Čelevec
Čelevec (makedonsky: Челевец) je vesnice v Severní Makedonii. Nachází se v opštině Demir Kapija ve Vardarském regionu.

## Geografie
Čelevec se nachází v severní části opštiny Demir Kapija, na levé straně řeky Vardar a vesnici lemuje dálnice. Leží v nadmořské výšce 190 metrů.
Rozloha vesnice je 12 km2. Vesnici dominují pastviny o rozloze 46 ha, 32 ha je orná půda, lesy zaujímají 3 ha a asi 1000 ha je neplodná půda.

## Demografie
Podle sčítání lidu z roku 2021 žije ve vesnici 43 obyvatel. Etnické skupiny jsou:
- Turci – 38
- Albánci – 1
- ostatní – 4

| Rok          | 1900 | 1948 | 1953 | 1961 | 1971 | 1981 | 1991 | 1994 | 2002 | 2021 |
| ------------ | ---- | ---- | ---- | ---- | ---- | ---- | ---- | ---- | ---- | ---- |
| Obyvatelstvo | 283  | 235  | 274  | 44   | 64   | 48   | 53   | 49   | 52   | 43   |

### Reference

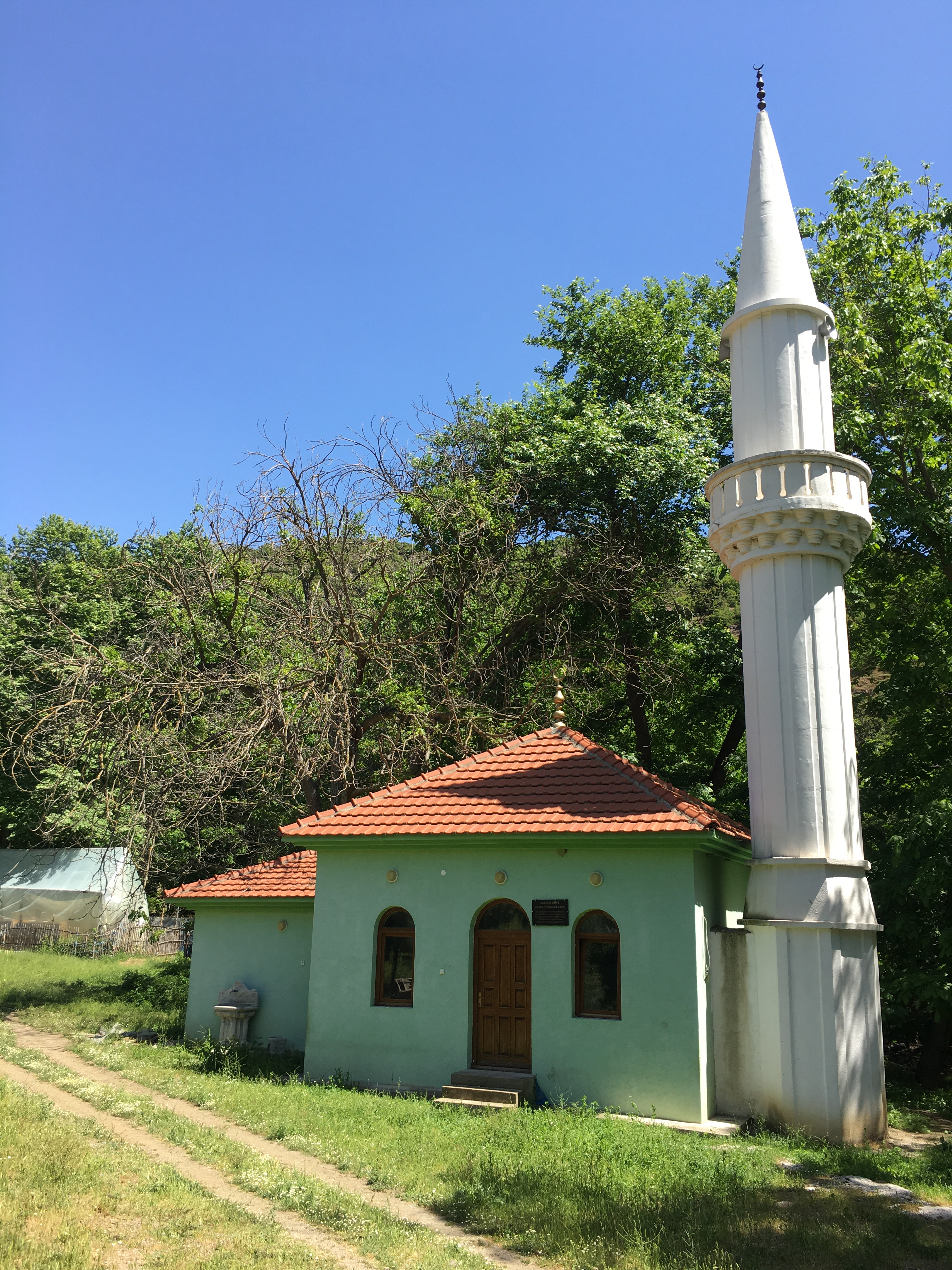
Dževat-turkanova mešita
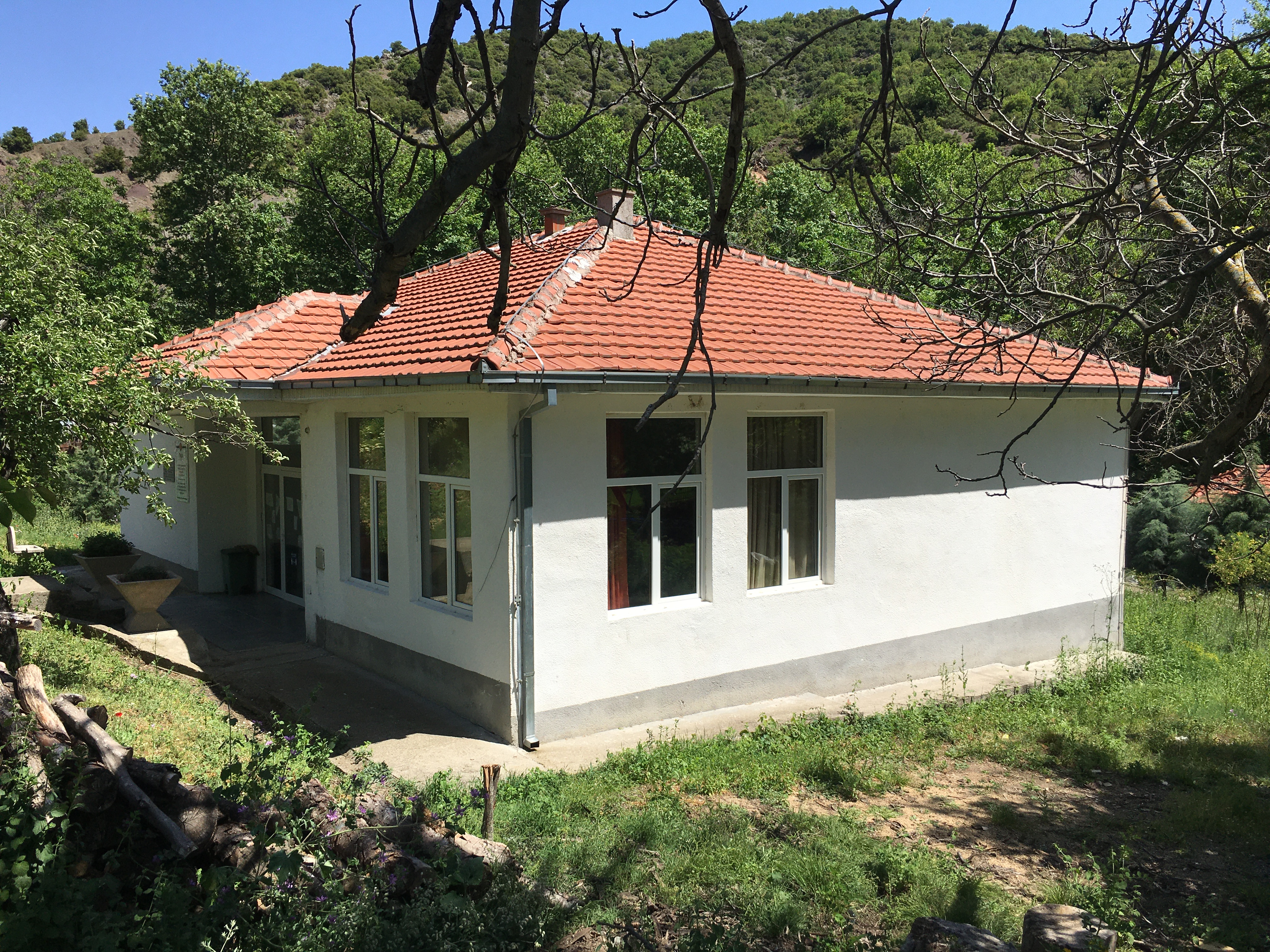
Základní škola
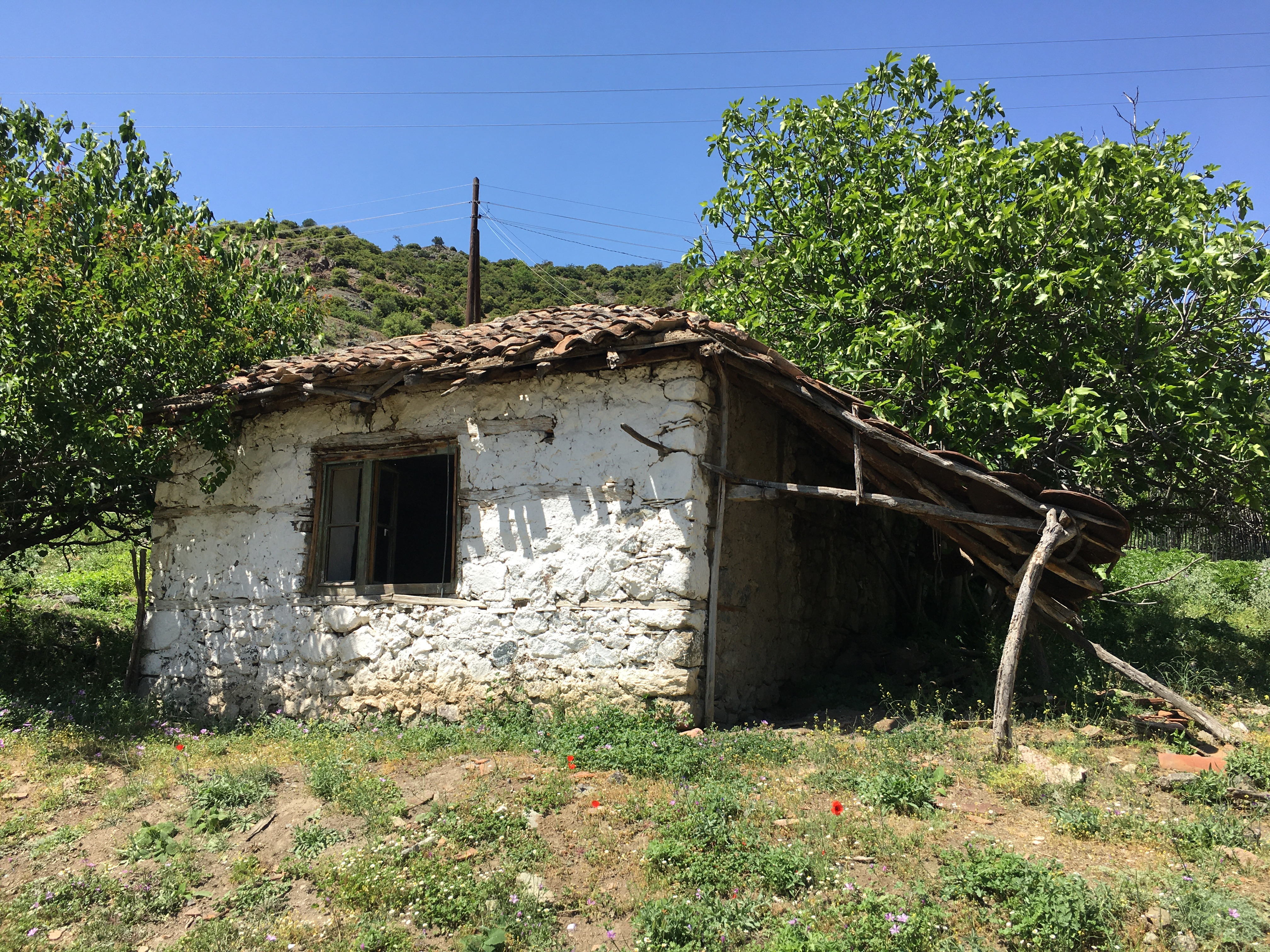
Opuštěný dům
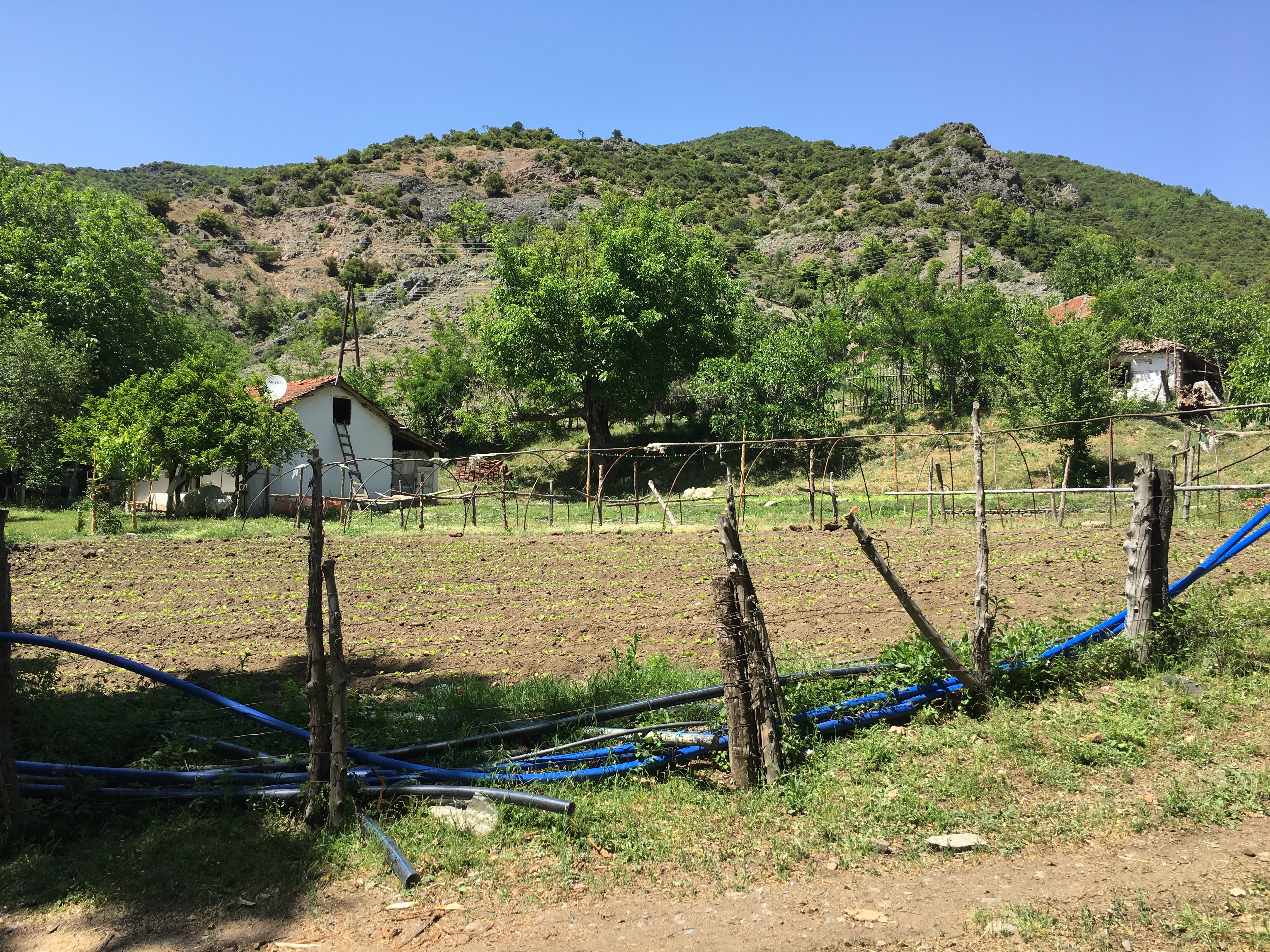
Typické domy ve vesnici